# Božjakovina
Božjakovina je vesnice v Chorvatsku v Záhřebské župě. Je součástí opčiny Brckovljani, od jejíhož stejnojmenného střediska se nachází 2 km jihozápadně. Nachází se asi 4 km východně od města Dugo Selo a asi 25 km severovýchodně od centra Záhřebu. V roce 2011 zde žilo 178 obyvatel, přičemž počet obyvatel od roku 1981 klesá.
Božjakovinou prochází župní silnice Ž3034. Nacházejí se zde dvě kúrie (Božjakovina a Dvorišće), v minulosti zde stál hrad.

## Sousední vesnice
| Růžice kompasu | Gornje Dvorišće |             | Brckovljani  | Růžice kompasu |
| Růžice kompasu | Donje Dvorišće  | Sever       | Prikraj      | Růžice kompasu |
| Růžice kompasu | Donje Dvorišće  | Božjakovina | Prikraj      | Růžice kompasu |
| Růžice kompasu | Donje Dvorišće  | Jih         | Prikraj      | Růžice kompasu |
| Růžice kompasu | Lukarišće       | Andrilovec  | Gornja Greda | Růžice kompasu |